# 聚溴聯苯

聚溴聯苯的結構

（简称PBB），也稱為多溴聯苯，是联苯的多鹵素衍生物的總稱。其結構類似多氯聯苯。聚溴聯苯屬於溴化阻燃劑，由於其阻燃特性，廣泛用在電子器材的塑膠中。但因為其潛在的免疫毒性、對中樞神經系統及內分泌系統的影響，欧洲联盟的危害性物質限制指令（RoHS）有管制此物質在電子及電機器材中的使用，最大允許含量是1000ppm（0.1%）。

## 特性
聚溴聯苯多半是無色或白色的固體，會在攝氏72度軟化，在300度以上會分解。其蒸氣壓低，在苯及甲苯中的溶解度高，不溶於水。在紫外線下會分解。

## 應用
聚溴聯苯屬於阻燃劑中的溴化阻燃劑。在家中電器、紡織品、塑膠膜、筆記型電腦機殼的塑膠中會加入聚溴聯苯，使其不容易燃燒。

## 健康危害
目前已知，老鼠暴露在共平面的立体异构物 3,3',4,4',5,5'-聚溴聯苯中，可能會有免疫毒性，且會造成中樞神經系統的疾病（不過若是不共平面的立体异构物，無此情形），就算劑量少到只有2.5 mg/kg，也觀察到有較多新生老鼠死亡的情形（其LD50是5–10 mg/kg）。此毒性機構是因為芳香烃受体活化，造成了細胞的氧化應力。
早期有關聚溴聯苯的研究，是有關美國密歇根州食用被聚溴聯苯污染食物的居民。有一個研究，是針對327名居住在密歇根州的女孩，這些女孩在母親子宮內就暴露在至少7 ppb的聚溴聯苯，其初經比對照組要來的早。暴露在聚溴聯苯中的密歇根州酪農，有顯著的免疫系統異常，包括在體內循環血液淋巴細胞數量減少，沒有可偵測表面標誌物的淋巴細胞增加，對特定測試抗原的機能反應減弱。有些居民有反應有恶心、腹痛、食欲不振、关节痛及嗜睡的症狀，不過還無法確定聚溴聯苯就是造成這些問題的原因。製造聚溴聯苯，因而接觸該物質的工人常會罹患甲狀腺機能低下症，不過在最後一次暴露在聚溴聯苯之後幾年，這些工人的記憶表現沒有惡化，也找不到聚溴聯苯濃度和其表現的相關性。
有比較強烈的證據支持聚溴聯苯可能會引起皮膚疾病，例如攝取被污染的食物會引起痤疮。有些呼吸或是皮膚接觸聚溴聯苯的工人也長了痤疮。
有些研究是針對暴露在聚溴聯苯中的動物，可能是高濃度的短期暴露，也有些是濃度較低，時間較長的暴露，動物會有體重下降、皮膚病、神经系统及免疫系统的問題，也會造成肝臟、腎及甲状腺的疾病。

### 致癌的可能性
目前還不確定聚溴聯苯是否會造成人類的癌症，不過已經觀察到若小家鼠暴露在非常高劑量的聚溴聯苯中，會導致癌症。根據這類動物試驗的結果，美国卫生及公共服务部已確定可以合理預期聚溴聯苯是致癌物質。国际癌症研究机构也認為對人類而言，聚溴聯苯可能是致癌物質。

## 密西根州聚溴聯苯污染事件

2,2',4,4',5,5'-六溴聯苯的結構

在1970年代之前，聚溴聯苯是常用的塑膠阻燃劑。位在聖路易市的密西根化學公司（由Velsicol Chemical Corporation所有）是聚溴聯苯系阻燃劑FireMaster系列主要製造商。FireMaster BP-6（黃棕色粉末）是由許多聚溴聯苯同類物混合而成，其中主要的是2,2',4,4',5,5'-六溴聯苯及2,2',3,4,4',5,5'-七溴聯苯（質量佔60-80%及12-25%）。FireMaster FF-1（白色粉末）是FireMaster BP-6加上2%的矽酸鈣以避免結塊。FireMaster產品中也包含了氯溴聯苯、多溴化萘，以及不完全溴化的低溴化合物。
1973年時，數千磅的FireMaster BP-6不慎混入牲畜的飼料中，分發到密西根州的各農場有1500隻鸡、30000隻家牛、5900隻猪及1470隻綿羊吃了這種被聚溴聯苯污染的飼料，屍體就掩埋在密西根州各地的垃圾掩埋場中。密西根州社區健康局在1976年開始進行聚溴聯苯的登記，要整理及分析暴露在聚溴聯苯居民的情形。資料目前在埃默里大學的罗琳斯公共卫生学院，由流行病學家Michele Marcus維護。
密西根農夫雜誌的工作人員Richard Lehnert及Bonnie Pollard發布了污染的新聞。雜誌持續報導此議題，一直到對此污染意外有關，負責飼料分配的農場合作社破產為止。。1981年Jeff Jackson拍攝的紀錄片《Cattlegate》，以及1981年由朗·侯活主演的電影《Bitter Harvest》，以及Joyce Egginton的書《The Poisoning of Michigan》都描述此一污染事件。1978年Lou Grant中有一集描述一個類似但虛構的事件，有研究針對受到聚溴聯苯影響的4545人進行研究。其中包括三個暴露在聚溴聯苯污染的群體：所以生活在隔離農場上的人、從這些農場獲得食物的人、參造聚溴聯苯製造的工人（及其家庭），另外也包括725個受到低劑量聚溴聯苯暴露的人。
所有人都問到和聚溴聯苯可能有關的17個疾病及症狀。也有抽血（外周血），利用气相色谱法分析聚溴聯苯。農場居民的平均的血浆PBB濃度為26.9ppb（重量比例），工人的濃度是43.0 ppb，低暴露群體的濃度是3.4 ppb。血浆PBB濃度和症狀之間沒有關聯性。
為了評估這些人的週邊淋巴细胞機能，T细胞及B细胞數量，以及對三种非特异性丝裂原體外反應的情形，研究了34個PBB濃度較高（平均值：787 ppb）的人，以及56個PBB濃度較低（平均值：2.8 ppb）的人。其中沒有發現其淋巴機能有統計上的顯著差異。
不過研究仍在進行中，而且在食用有污染農產品者的孫子女輩身上，仍發現有不好的生殖系统影响。

## 禁令及限用
由於聚溴聯苯對環境潛在的危害，危害性物質限制指令（RoHS）已將此物質列為管制物筫之一，在2003年2月已強制實施。聚溴聯苯在RoHS中的分類是「限用物質」（restricted substance）。其他國家也有類似限用的政策，中國在2007年3月1日也限用聚溴聯苯，大韓民國則是在2007年7月1日限用。

## 測試塑膠中的聚溴聯苯
長期以來，測試塑膠中的聚溴聯苯是麻煩的事。測試需要的時間、準確性不足，測試需要的成本以及專業
水準都使得品質管理／品質驗證部門不能在生產塑膠設備時就進行篩檢，確認聚溴聯苯的含量。
不過最近因為新分析儀器IA-Mas的問題，已經可以在生產塑膠設備時就進行篩檢串。透過5分鐘的檢測循環及20分鐘的量化循環，可以在產品到達組裝線時同步檢查塑膠製品。

## 外部連結
- Aftermath of Michigan Contamination （页面存档备份，存于）